# Will Be One
Will Be One è una canzone del 2002 composta dal gruppo musicale Datura rielaborando ed arrangiando in versione dance L'Intermezzo Sinfonico della Cavalleria Rusticana di Pietro Mascagni.

## Tracce
Singolo 12"
Testi e musiche di Ciro Pagano, Stefano Mazzavillani.
1. Datura – Will Be One (Todo En Todos Extended) – 5:24
2. Datura – Will Be One (Todo En Todos Radio Edit) – 3:45
3. Datura – Will Be One (Alternative) – 6:14
4. Datura – Will Be One (Instrumental) – 5:58

Download digitale
Testi e musiche di Ciro Pagano, Stefano Mazzavillani.
1. Datura – Will Be One (Todo En Todos Extended) – 5:29
2. Datura – Will Be One (Todo En Todos Radio Edit) – 3:48
3. Datura – Will Be One (Alternative Version) – 6:08
4. Datura – Will Be One (Instrumental Version) – 5:58
5. Datura – Will Be One (Todo En Todos Club) – 9:17

CD Maxi
Testi e musiche di Ciro Pagano, Stefano Mazzavillani.
1. Datura – Will Be One (Todo En Todos Radio Edit) – 3:45
2. Datura – Will Be One (Todo En Todos Extended) – 5:24
3. Datura – Will Be One (Alternative) – 6:14
4. Datura – Will Be One (Todo En Todos Club) – 9:17
5. Datura – Will Be One (Instrumental) – 5:58

## Classifiche
| Classifica | Posizione raggiunta |
| ---------- | ------------------- |
| Austria    | 50                  |
| Italia     | 30                  |